# Армянский всеобщий благотворительный союз

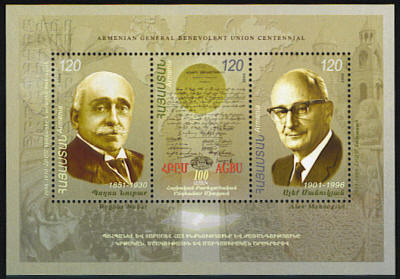
Почтовая марка Армении, 2006 год: Погос Нубар и Алекс Манукян − президенты AGBU.

Армянский всеобщий благотворительный союз (АВБС), Всеармянский благотворительный союз (англ. Armenian General Benevolent Union, AGBU), — международная некоммерческая благотворительная организация армянской диаспоры, основанная в 1906 году и действующая более чем в 30 странах мира.

## История
Основана в Каире в 1906 году, среди основателей — президент Погос Нубар и вице-президенты Ерванд Агатон и Якуб Артин. С началом Второй мировой войны штаб-квартира перемещена в Нью-Йорк. В 1955 году была зарегистрирована в США как некоммерческая организациям. В 1950-е — 1980-е годы союз укрепился благодаря деятельности его президента, Алекса Манукяна, выделившего на различные программы из личных средств около 40 млн долларов. При нем в 1968 году для руководства организации в Нью-Йорке было приобретено пятиэтажное здание. В 1985 году по данным советского атташе союз имел в США уже 101 отделение и объединял 19 тыс. членов. За 1953—1989 годы активы союза выросли с 8 млн долларов до 105 млн долларов. Окончание «холодной войны» позволило организации активизировать свою деятельность на территории советской Армении. В 1990 году представительство союза было открыто в Ереване. Союз изначально находится в оппозиции к партии Дашнакцутюн.

## Деятельность
У союза несколько направлений деятельности:
- Культурная. При помощи союза в США были открыты армянские школы, созданы летние лагеря.
- Оказание гуманитарной помощи армянам за рубежом. Союз снабжал продовольствием иранских армян, бежавших после Исламской революции, армян Египта и Ливана, выделил помощь пострадавшим от Спитакского землетрясения (на эти цели было собрано около 10 млн долларов), а также гуманитарную помощь для независимой Армении в 1991—1993 годах и помог непризнанной Нагорно-Карабахской Республике в ее послевоенном восстановлении.

### Руководители
- 1906—1928: Погос Нубар
- 1930—1932: Галуст Гюльбенкян
- 1932—1943: Заре Нубар[англ.]
- 1943—1953: Аршак Карагезян[англ.]
- 1953—1989: Алек Манукян
- 1989—2002: Луиза Манукян[англ.]
- 2002—н. в.: Перч Седракян[англ.]